# Storstrømmen
Storstrømmen er et ca. 10 km langt farvand mellem Masnedø, Sjælland, Farø og Falster. Farvandet forbinder Smålandsfarvandet (mod vest) og Grønsund (mod øst), og den største dybde er ca. 36 m.
Storstrømmen krydses af Storstrømsbroen og den sydlige af Farøbroerne.